# Monika Weber (Fechterin)
Monika Weber (* 7. Februar 1966 in Satu Mare, Sozialistische Republik Rumänien) ist eine ehemalige deutsche Florettfechterin. Sie war deutsche Meisterin und zweifache Weltmeisterin. 

## Leben
Monika Weber ist eine der Nationalfechterinnen sathmarschwäbischer Abstammung, wie Zita Funkenhauser, Rita König oder Susanne König. Bis 1986 startete sie für Rumänien unter dem Namen Weber-Koszto, danach für Deutschland. Sie ist eine der Sportlerinnen, die für beide Länder Olympiamedaillen gewannen.
Nach ihrer Heirat mit dem Olympiasieger Ulrich Schreck übernahm sie den Familiennamen Schreck. Inzwischen ist sie geschieden und trägt den Namen Clasen.

## Medaillen

### Olympische Spiele
- Olympische Spiele 1984: Silber (Mannschaft) noch für Rumänien
- Olympische Spiele 1992: Silber (Mannschaft)
- Olympische Spiele 1996: Bronze (Mannschaft) und fünfter Platz im Einzel
- Olympische Spiele 2000: Bronze (Mannschaft) und zehnter Platz im Einzel

Für ihre sportlichen Leistungen erhielt sie am 2. Februar 2001 von Bundespräsident Rau das Silberne Lorbeerblatt.

### Weltmeisterschaften
- 1993: Gold (Mannschaft)
- 1995: Bronze (Mannschaft)
- 1997: Bronze (Mannschaft) und Bronze (Einzel)
- 1999: Gold (Mannschaft)

### Europameisterschaften
- 1991: Bronze im Einzel
- 1995: Bronze im Einzel
- 1997: Bronze im Einzel
- 1999: Silber im Einzel

### Deutsche Meisterschaften
- 1998: Gold im Einzel
- 2001: Gold im Einzel